# Bouvy Zout

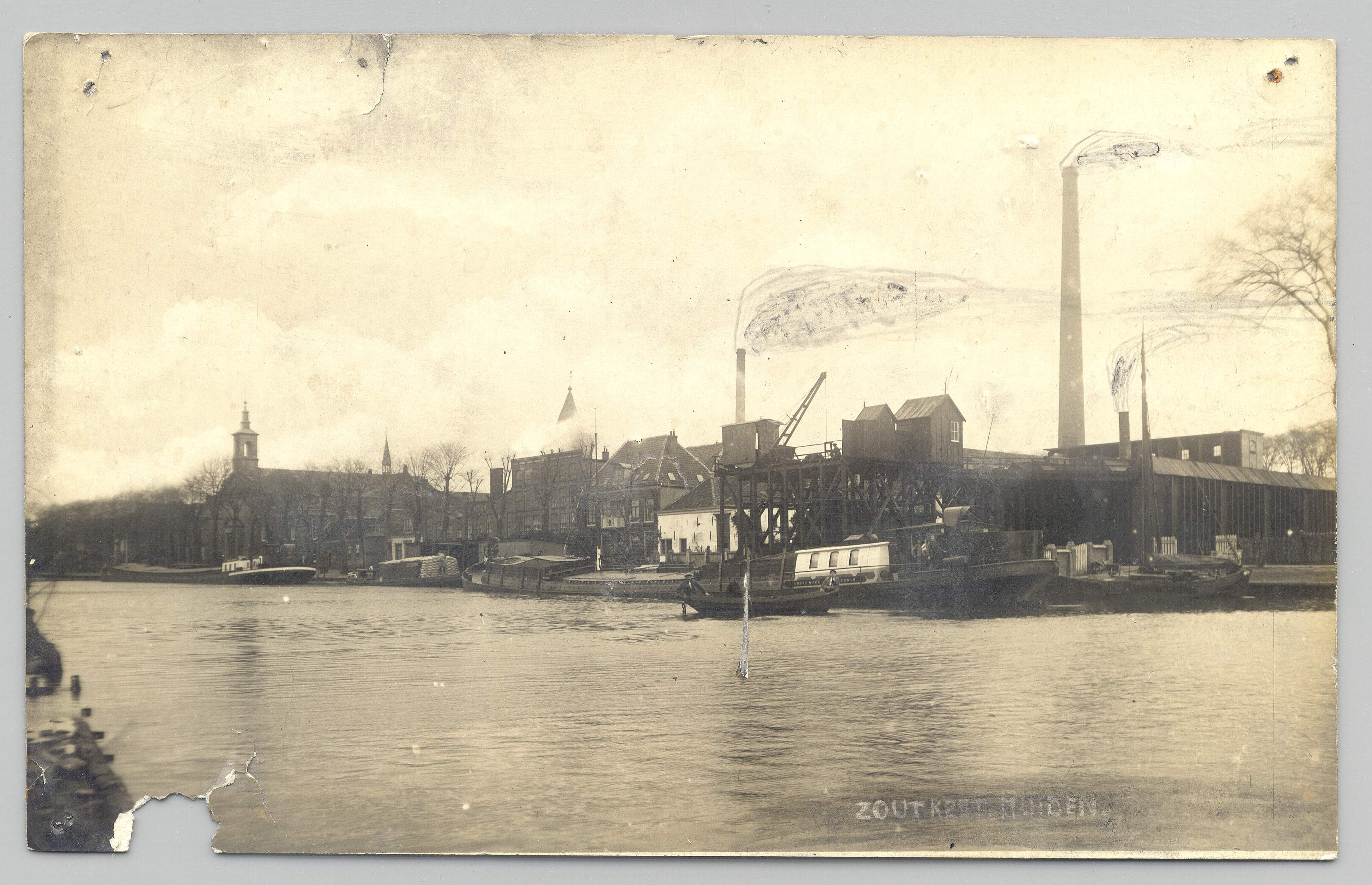
De fabriek van Bouvy Zout te Muiden omstreeks 1940

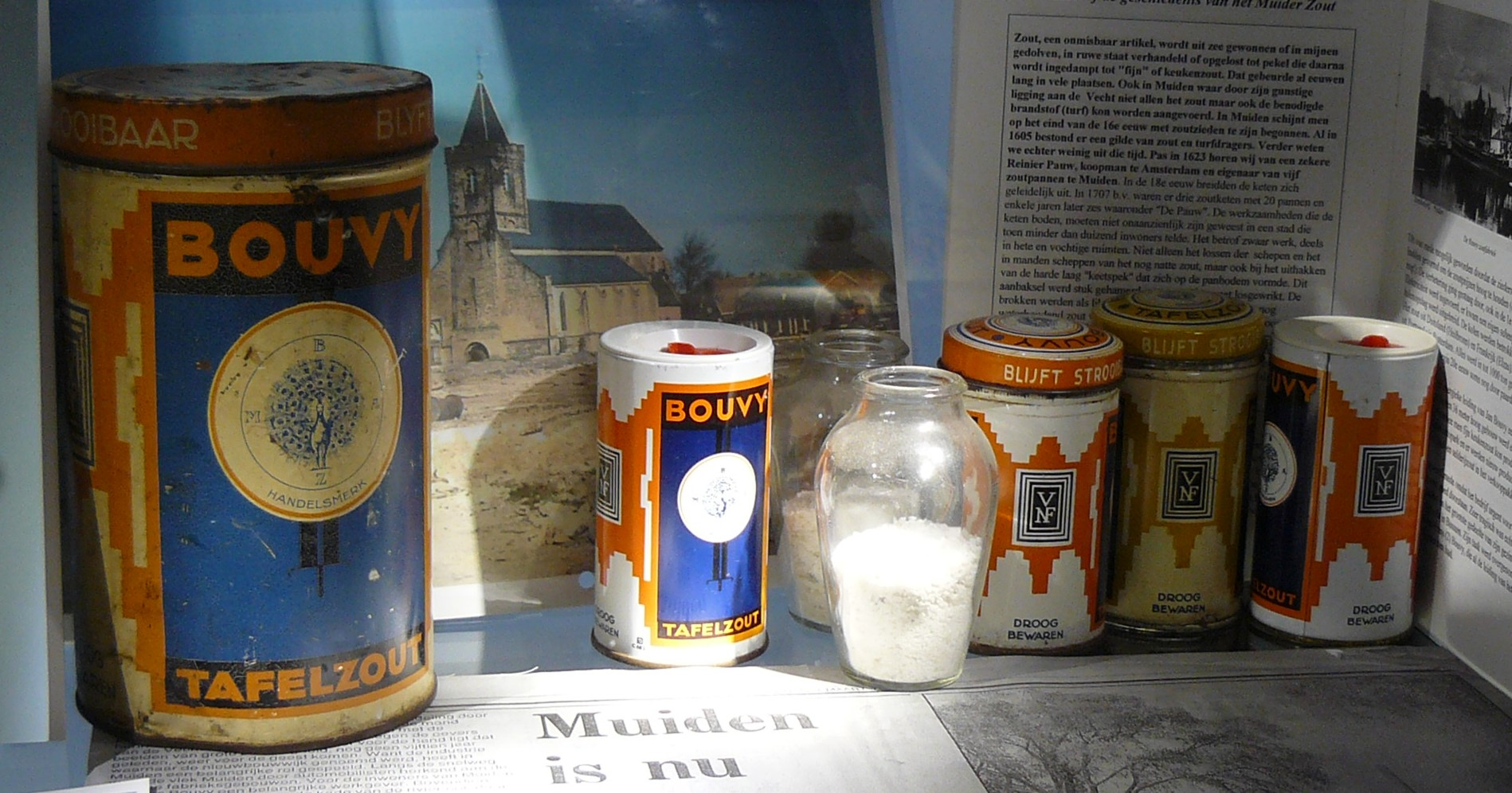
Bouvy zoutbusjes uit de collectie van de Historische Kring Muiden. Op het busje helemaal links staat een afbeelding van een pauw.

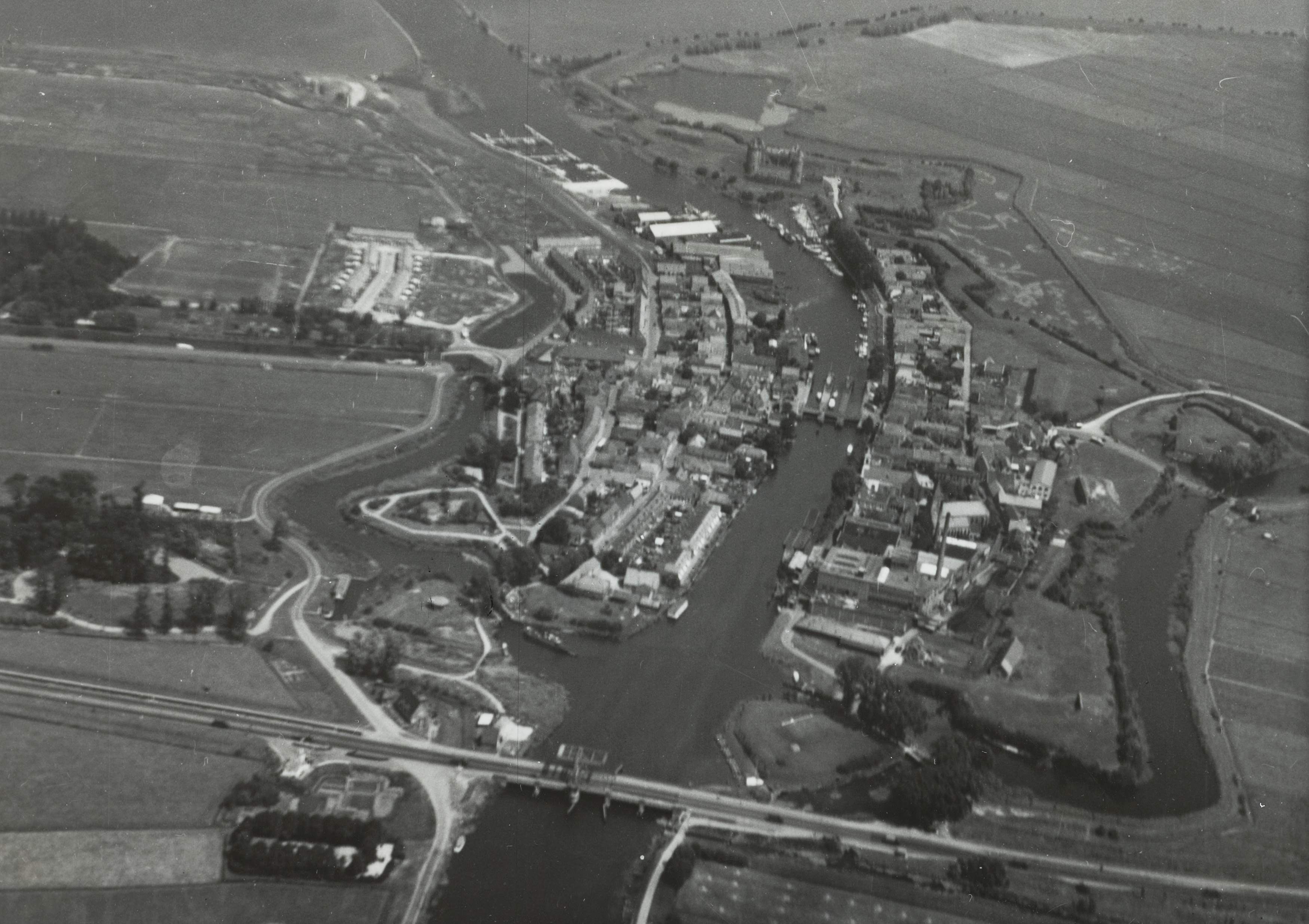
De Bouvy Zout fabriek staat rechts van de Vecht, ongeveer halverwege de Groote Zeesluis en de brug.

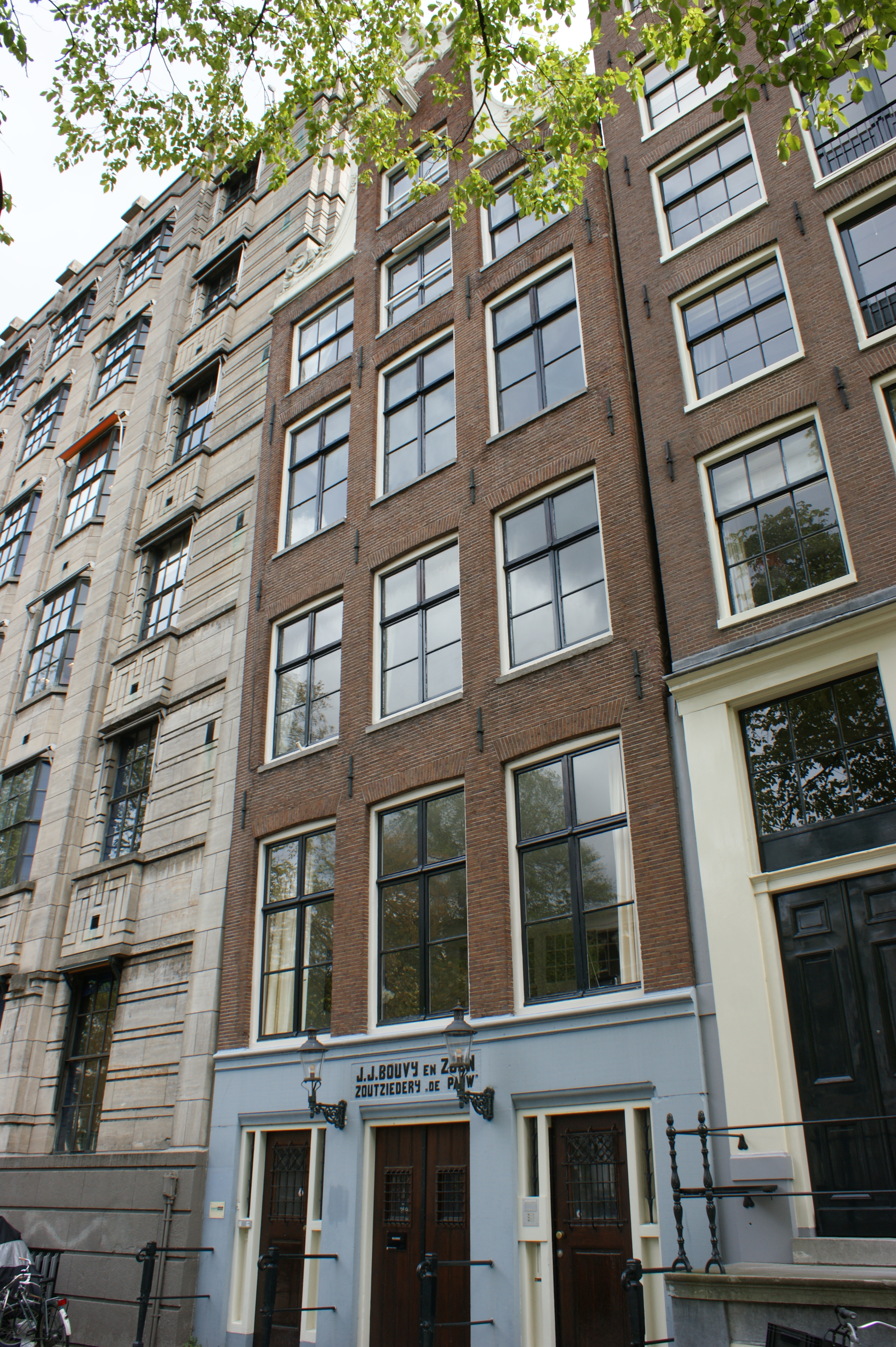
Het hoofdkantoor aan de Singel in Amsterdam, boven de voordeur staat nog de bedrijfsnaam

Bouvy Zout was een zoutziederij in Muiden. De geschiedenis van het bedrijf gaat terug tot begin 17e eeuw en in op 1 januari 1969 werd de productie gestaakt.

## Voorgeschiedenis
Vanaf begin 1600 vestigden zoutziederijen zich in Muiden. Met de ligging aan de monding van de Vecht was de aanvoer van zout en brandstof over het water mogelijk. De machtige Amsterdamse koopman Reinier Pauw had in 1623 al vijf zoutpannen. De pannen hadden een doorsnede van zes à zeven meter en een diepte van 30 centimeter. Hier werd het pekelwater aan de kook gebracht door er turf onder te stoken, het water verdampte en het zout bleef achter. De zoutkristallen werden eruit geschept en verder gedroogd.
Reinier Pauw bleef niet lang actief in Muiden. Hij verkocht zijn belangen, maar zijn naam bleef verbonden aan de ziederij. In 1739 was meestertimmerman Claas Timmer de eigenaar en onder zijn leiding werd De Paauw uitgebreid door andere zoutketen in de stad op te kopen. In het najaar van 1739 verkocht hij de zoutziederij aan Maria Meyn, zij was de weduwe van de Amsterdamse koopman Jan Bolten, voor 3500 gulden. De zoutziederij veranderde nog een aantal keren van eigenaar en in 1835 kwam het in handen van Pieter Philip van Bosse (1809-1879), hij betaalde meer dan 19.500 gulden en nog eens 1000 gulden voor de voorraden en gereedschappen.
Van Bosse werd korte tijd later benoemd tot minister en hij wilde de zoutziederij verkopen. In september 1838 verkocht hij de ‘De Paauw’ aan Johannes Jacobus Bouvy van de Amsterdamse familie Bouvy. Hij zette het bedrijf voort onder de naam fa. J.J.Bouvy & Zn, zoutziederij de Paauw.

## Bouvy Zout
Bouvy had geen goede koop gedaan, de opbrengsten waren laag en de kosten hoog. Hij probeerde de ziederij weer te verkopen, maar dit mislukte omdat de biedingen te laag waren. In 1865 leefde de zoutindustrie op. De accijnzen, waaronder die op turf, werd afgeschaft en de invoerrechten verlaagd. In 1898 maakten de zoutbedrijven afspraken voor een prijskartel en over de hoeveelheid zout dat elk bedrijf mocht produceren. Dit leidde tot hogere winsten en Bouvy Zout onder leiding van H.M. Bouvy breidde uit. Diverse woningen en boerderijtjes in de directe omgeving werden gekocht om het fabrieksterrein te vergroten. Hier kwam in 1899 een nieuwe en grotere zoutfabriek. Er was een directe verbinding met de Vecht waar de schepen van Bouvy Zout het verder transporteerden. Bouvy Zout was een belangrijke werkgever in Muiden, verder was directeur Bouvy wethouder en ook zijn zoon zat in de gemeenteraad en dit maakte het mogelijk om voor dit alles toestemming te krijgen. In 1895 kwamen zijn zonen Frans en Léon bij het bedrijf.
In 1925 werd het bedrijf een naamloze vennootschap, Frans en Leon hadden elk 49% van de aandelen in handen. De resterende 2% kwam in handen van de zonen van Frans en Léon, die later de zaak zouden overnemen. De fabriek bleef in Muiden, maar het kantoor werd gevestigd aan de Singel 259 in Amsterdam. Frans overleed in 1930 en zijn zoon, ook met de naam Frans, ging met zijn oom Léon het bedrijf leiden. In 1933 kwam er een 18 meter hoge fabriek met indampingsinstallatie gereed. Onder verlaagde druk werd zout gemaakt, dit was een zeer efficiënte installatie en produceerde 7000 ton zout per jaar. Dit vacuümzout was zeer zuiver en fijn en Bouvy introduceerde met veel succes kleine zoutbusjes met strooizout. De traditionele zoutpannen bleven in gebruik omdat er nog altijd vraag was naar het grovere zout. In 1938 werden de onderlinge afspraken van de zoutbedrijven bevestigd door de minister van Economische Zaken, de prijzen en afzetvolumes voor consumptiezout werden hierdoor wettelijk verankerd. Het aandeel van Bouvy Zout was afgesproken op 10,7% van het totaal in Nederland.
Tijdens de Tweede Wereldoorlog ging de productie onder moeilijke omstandigheden door. Het gebrek aan vervoersmiddelen maakte het aanvoer van grondstoffen en de afvoer van zout moeizaam. Een groot deel van het personeel kon aan het werk blijven in de fabriek.
In maart 1945 werd de villa van Jan Bouvy, een zoon van Léon, gebombardeerd waarbij Jan en drie kinderen om het leven kwamen.
Na de oorlog bleven de omstandigheden moeilijk. Bouvy Zout probeerde zijn quotum uit te breiden door andere bedrijven over te nemen, maar de Koninklijke Nederlandsche Zoutindustrie (KNZ) was een geduchte concurrent en frustreerde de overnamepogingen. Bouvy Zout had geld beschikbaar voor de overnames, maar toen dit niet lukte werd het geld belegd in onroerend goed en effecten. Het bedrijf splitste in 1961 in een werkmaatschappij en een beleggingsmaatschappij waar al het onroerend goed, effecten en het belang in de werkmaatschappij werden ingebracht.
Koninklijke Zout Organon, gevestigd in Hengelo en de opvolger van KNZ, was een grootste concurrent. Deze had bijna alle zoutbedrijven in Nederland overgenomen, met uitzondering van Bouvy Zout. In 1968 werd ook Bouvy Zout opgeslokt en de productie in Muiden werd op 1 januari 1969 gestaakt. Dertig van de 35 medewerkers verloren hiermee hun baan.
De grond en gebouwen bleven in handen van de beleggingsmaatschappij. De fabriek stond leeg en in 1973 kocht het bouwbedrijf De Waal uit Utrecht het terrein voor een miljoen gulden. Op 9 maart 1974 werden de twee schoorstenen opgeblazen. Op het voormalige terrein van de zoutfabriek staan nu woningen in de Bouvywijk. De beleggingsmaatschappij van Bouvy werd medio 1981 overgedaan aan de Algemene Bank Nederland. 

## Naslagwerk
- Jan van der Heijden Bouvy Zout, de geschiedenis van een familiebedrijf. Uitgave van HK Stad Muiden